# Apollon de Cleveland
Pour les articles homonymes, voir Apollon (homonymie).

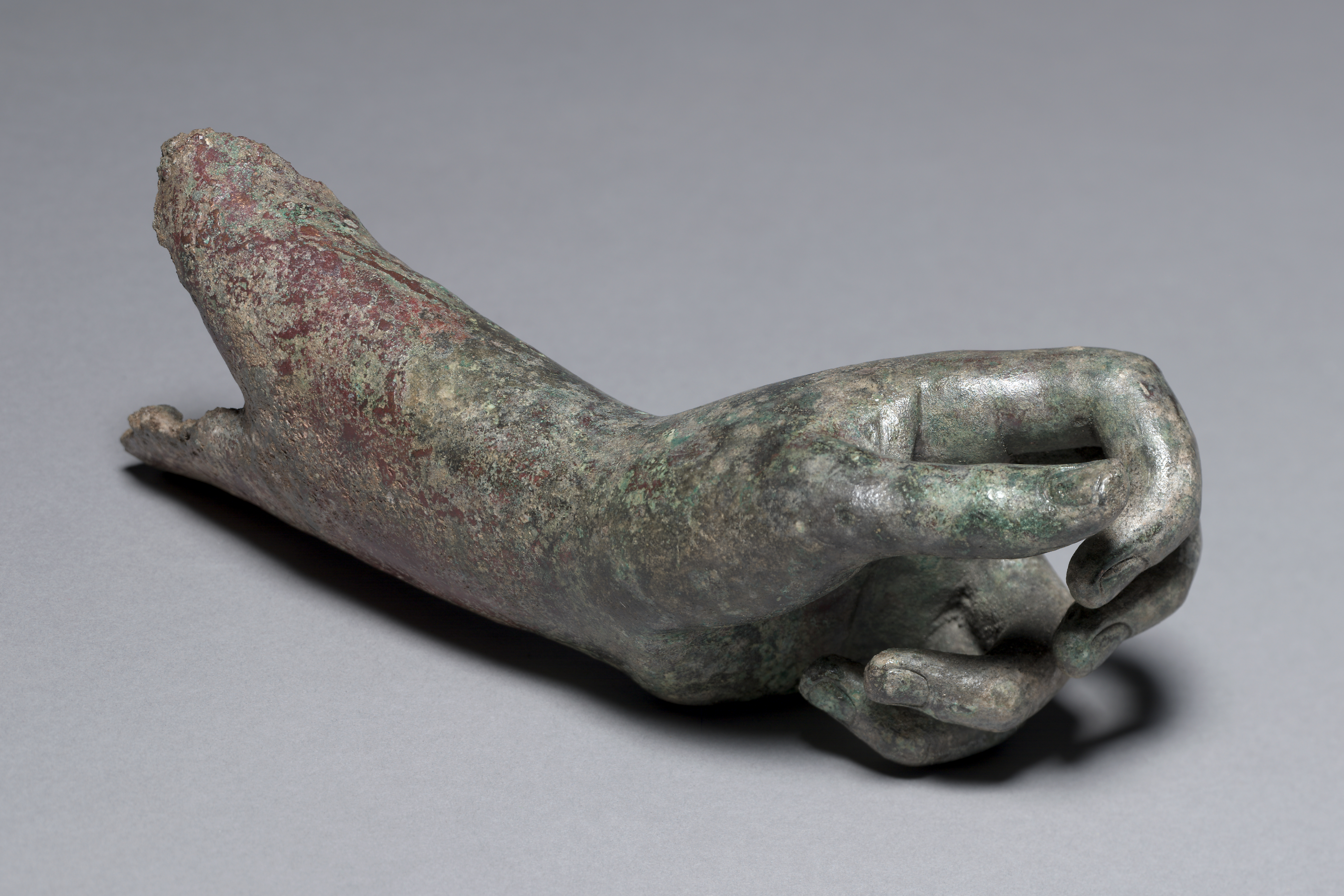
Main et avant-bras gauche

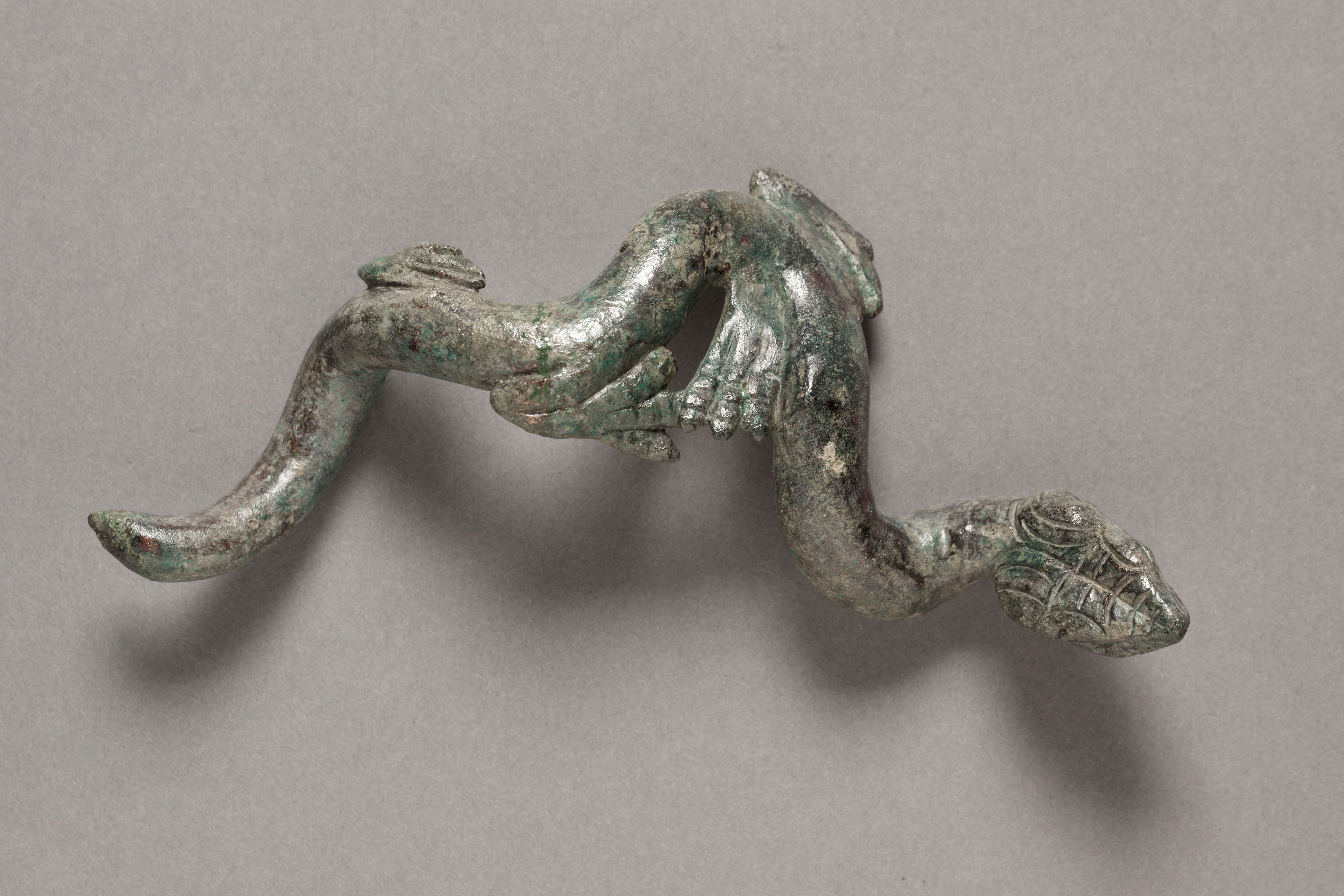
Lézard

L’Apollon de Cleveland est une statue en bronze du type de l'Apollon sauroctone attribué à Praxitèle. Il est conservé au Cleveland Museum of Art sous le numéro d'inventaire 2004.30.

## Histoire
En 2003 apparaît sur le marché de l'art une statue jusque-là inconnue, qui se révèle être un Sauroctone grandeur nature en bronze. Selon son vendeur, il provient d'une résidence privée située dans l'ancienne RDA, où il était considéré comme une copie du XVIIIe ou du XIXe siècle. Il est acquis en 2004 par le Cleveland Museum of Art grâce au fonds Severance et Greta Millikin.
La statue fait rapidement l'objet d'une controverse sur son origine, des rumeurs affirmant qu'elle a été en réalité pillée en Italie ou en Grèce, ce qui a amené le Conseil central archéologique (KAS) grec à demander officiellement au Louvre de ne pas l'accueillir dans le cadre de son exposition Praxitèle du printemps 2007. L'Italie réclame également la restitution de l'œuvre.
Le musée maintient la version du vendeur et met en avant le résultat des analyses techniques qu'il a réalisées sur la statue : celle-ci est recouverte d'une patine et présente des traces de corrosion qui témoignent d'un long enfouissement, avec alternance de phases de sécheresse et d'humidité. Des examens chimiques montrent que la statue est antique alors que la base, réalisée dans un alliage différent, date au plus tôt de la Renaissance. Le plomb prélevé sur la base, au contact avec le pied droit, est daté d'un peu moins de cent ans, ce qui infirme l'idée d'un pillage récent.

## Description
La statue, en taille naturelle, se rattache au type de l'Apollon sauroctone, qui représente le dieu Apollon appuyé sur un arbre, la flèche à la main, s'apprêtant à tuer un lézard qui grimpe le long du tronc. L'œuvre, en bronze, est relativement bien conservée : seuls l'arbre et les bras ont disparu. Le bras droit manque entièrement à partir de l'épaule, mais on conserve la main et une partie de l'avant-bras gauche, ainsi que le lézard.
Le dieu est représenté fortement déhanché, comme dans l'Apollon sauroctone du Vatican ou le Satyre au repos des musées du Capitole : en appui sur la jambe droite, il replie la jambe gauche, la pointe du pied gauche posée derrière le talon droit. Le bronze, réalisé selon la technique de la fonte à la cire perdue indirecte, se distingue par la qualité de son exécution.  Les contours sont plus fermement dessinés que dans les copies en marbre. Les lèvres et les seins sont incrustés de cuivre, les yeux sont en pierre. Un certain nombre de détails ont été exécutés dans la cire avant la coulée du bronze, comme la chevelure, retenue par un bandeau. L'ensemble témoigne d'une grande maîtrise de la part du sculpteur et de son atelier.

## Attribution
Le type de l'Apollon sauroctone est attribué à Praxitèle sur la base d'un passage de Pline l'Ancien : « (Praxitèle réalisa aussi en bronze) un Apollon jeune, guettant avec une flèche un lézard en train de ramper, et qu'on appelle sauroctone. » L'Apollon de Cleveland en est le seul exemplaire en bronze grandeur nature, correspondant parfaitement à la description de Pline. Par ailleurs, les particularités techniques de la statue sont compatibles avec une datation au second classicisme (IVe siècle av. J.-C.), c'est-à-dire la période où exerça Praxitèle. De ce fait, et compte tenu de la qualité de l'œuvre, Michael Bennett, conservateur des antiquités grecques et romaines du musée de Cleveland, estime que « l’Apollon de Cleveland est aussi proche que possible de l'art de Praxitèle » et pourrait être un original du maître athénien.